# Jelena Orjabinskaja
Jelena Sergejevna Orjabinskaja (ryska: Елена Сергеевна Орябинская), född 15 mars 1994 i Salsk, är en rysk roddare.
Orjabinskaja tog silver tillsammans med Vasilisa Stepanova i tvåa utan styrman vid olympiska sommarspelen 2020 i Tokyo.